# Hợp đồng hôn nhân
Hợp đồng hôn nhân hay tên khác là "hợp đồng tiền hôn nhân" là một loại hợp đồng đặc biệt mà chủ thể có nó là các đôi nam nữ trước khi chính thức kết hôn thực hiện để thỏa thuận các vấn đề pháp lý như phân định tài sản chung, riêng, trước, trong và sau hôn nhân hoặc liên quan đến việc một hoặc hai bên muốn chấm dứt hợp đồng hôn nhân, quyền nuôi con và chia tài sản nếu vợ chồng ly hôn...
Ở một số nước trên thế giới, nhất là phương Tây, hợp đồng hôn nhân được công nhận rộng rãi. Nó cũng là một biện pháp để bảo vệ quyền lợi của người phụ nữ khi chấp nhận "sống thử" trước khi kết hôn chính thức. Mặt khác, nó cũng thể hiện được sự minh bạch trong tài sản giữa vợ và chồng khi hai bên có thỏa thuận.
Ở Việt Nam, hiện nay theo quy định của Luật hôn nhân gia đình 2014, có hiệu lực thi hành từ ngày 01 tháng 01 năm 2015 đã công nhận chế độ thỏa thuận xác lập tài sản chung vợ chồng "Trong trường hợp hai bên kết hôn lựa chọn chế độ tài sản theo thỏa thuận thì thỏa thuận này phải được lập trước khi kết hôn, bằng hình thức văn bản có công chứng hoặc chứng thực. Chế độ tài sản của vợ chồng theo thỏa thuận được xác lập kể từ ngày đăng ký kết hôn" Điều 48 Luật hôn nhân gia đình 2014. Như vậy, pháp luật Việt Nam chỉ công nhận Hợp đồng hôn nhân thỏa thuận về tài sản trước, trong và sau khi kết hôn còn các đối tượng khác của hợp đồng như quyền nuôi con sau ly hôn...chưa được thừa nhận. Tuy nhiên đây cũng là một bước tiến mới của pháp luật Việt Nam. Việc công nhân chế độ thỏa thuận về tài sản tiền hôn nhân đã một phần nào đó giải quyết được vấn đề bảo vệ quyền lợi của đôi nam nữ khi chung sống như vợ chồng chưa có đăng ký kết hôn.